# Hermann Heiberg

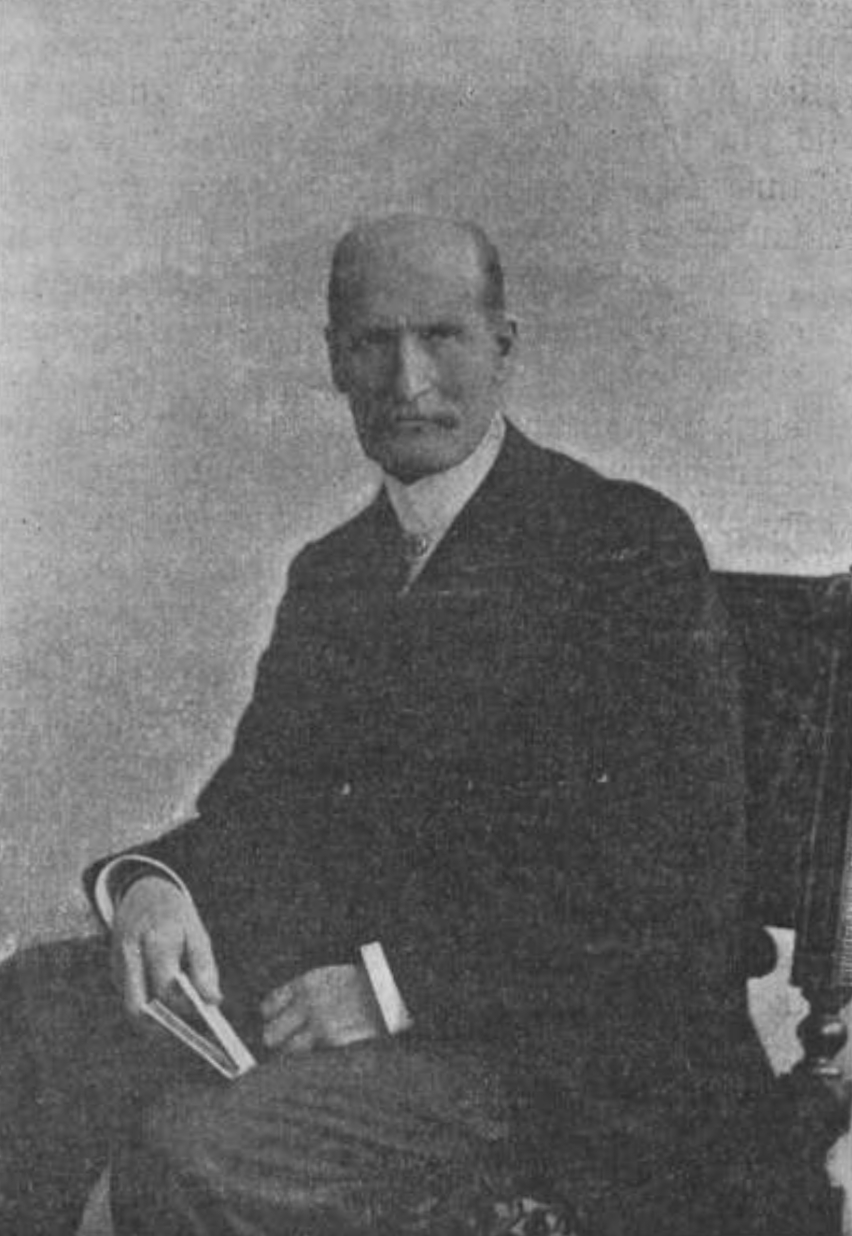
Hermann Heiberg, um 1904

Hermann Heiberg (* 17. November 1840 in Schleswig; † 16. Februar 1910 ebenda) war ein deutscher Schriftsteller. 

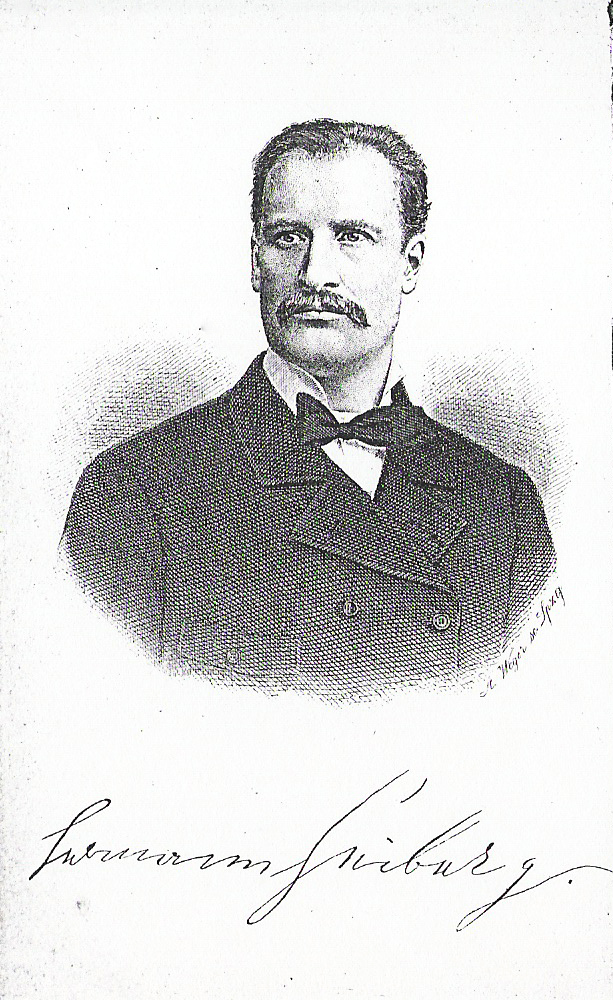
Hermann Heiberg

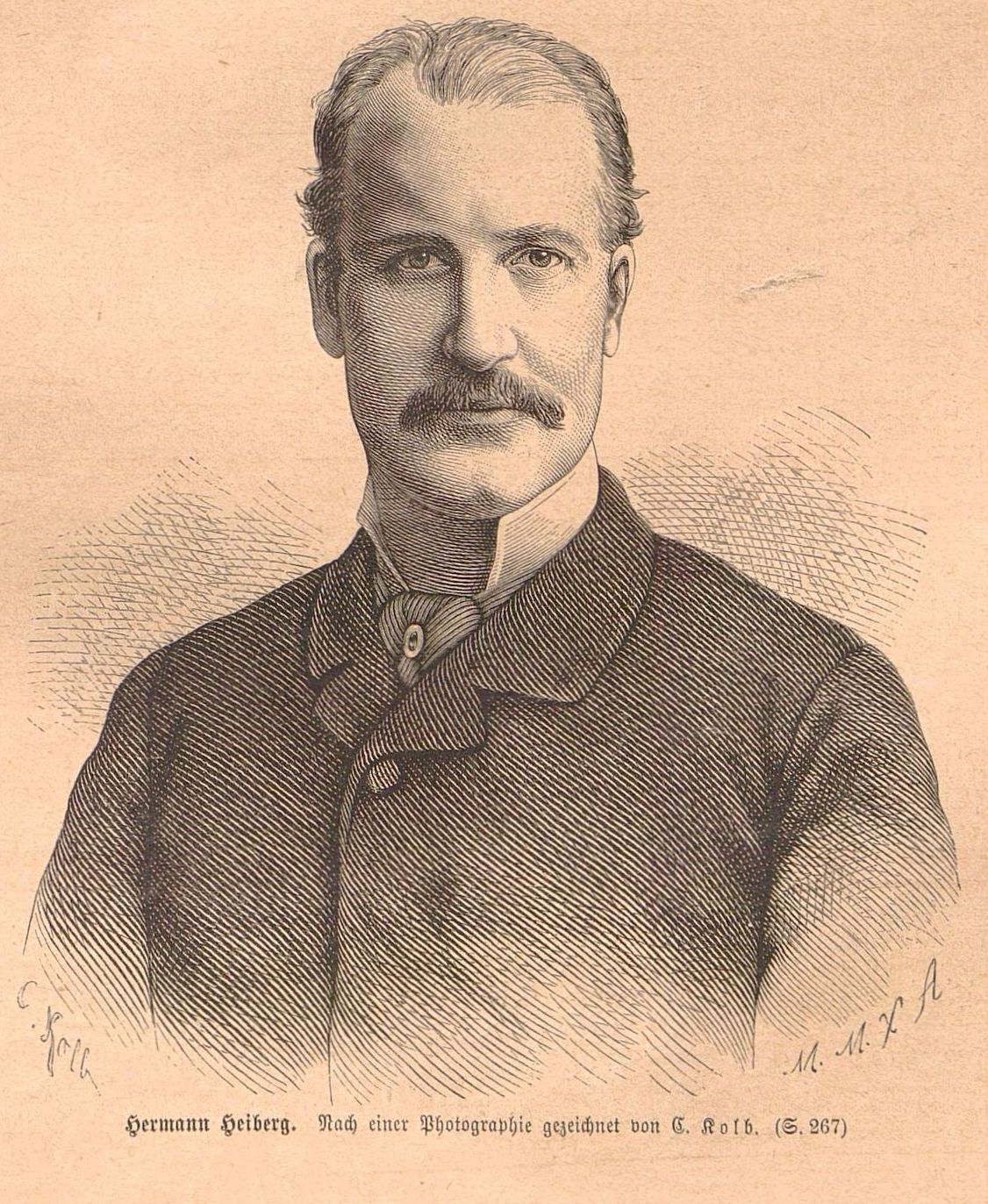

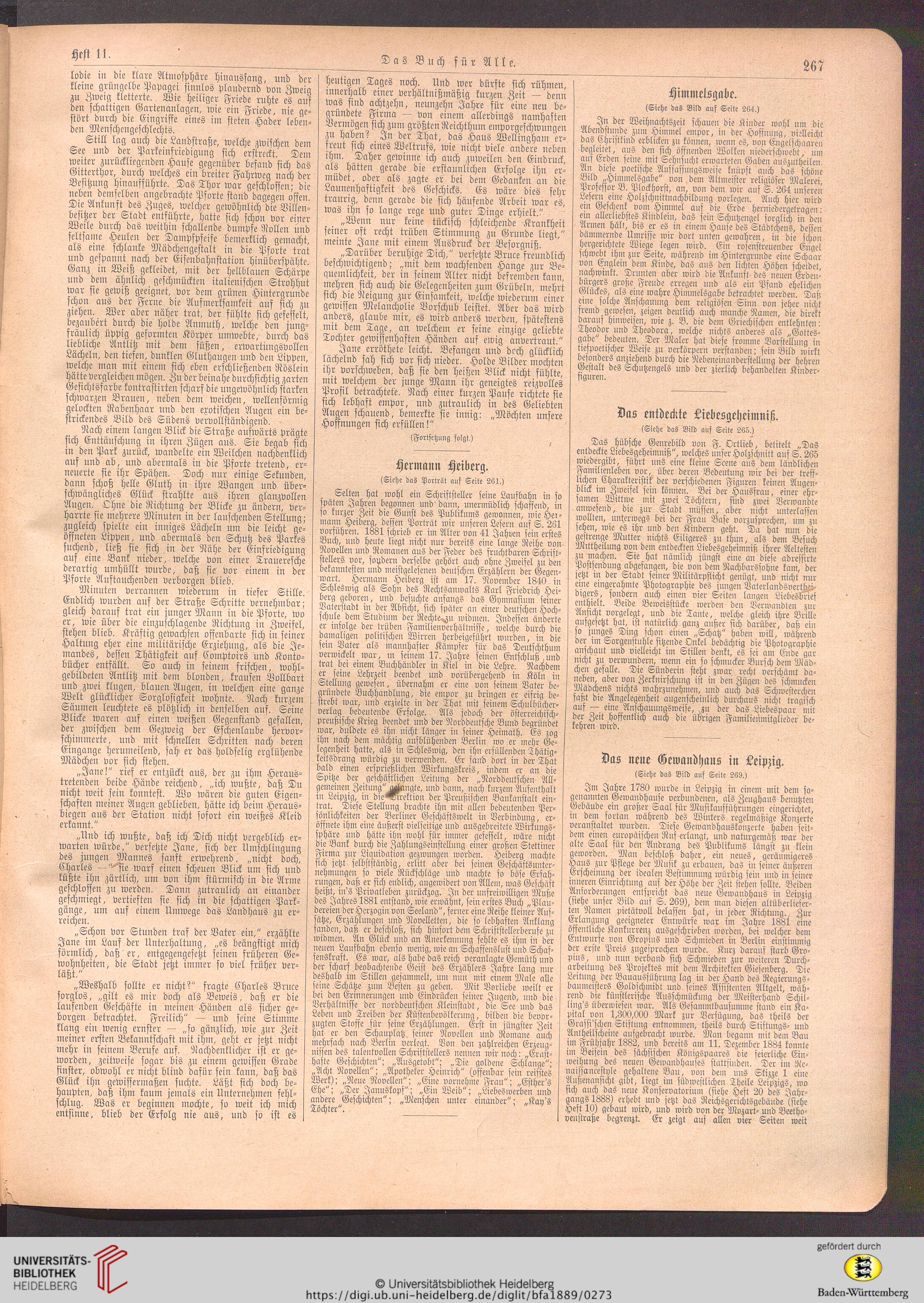

## Leben
Sein Vater, der Rechtsanwalt und Politiker Carl Friedrich Heiberg, war ein unehelicher Sohn des Schauspieldirektors Friedrich Ludwig Schröder; seine Mutter war die Schriftstellerin Asta Heiberg. Hermann Heiberg wollte Rechtswissenschaften studieren, gab den Plan aber wegen der politischen Umstände seiner Zeit auf und machte eine Buchhandelslehre in Kiel. Er gründete einen Schulbuchverlag in Schleswig, den er aber bald aufgab. 1870 übernahm er die Leitung der Norddeutschen Allgemeinen Zeitung in Berlin, bald darauf die der Spenerschen Zeitung. Später betätigte er sich im Banken-, Versicherungs- und Hypothekenwesen und war viel auf Reisen. Sein erstes Buch, Plaudereien mit der Herzogin von Seeland (1881), wurde ein großer Verkaufserfolg und Heiberg machte die Schriftstellerei zu seinem Hauptberuf. 1892 zog er wieder nach Schleswig.

## Das Werk
Heiberg schrieb Romane und Novellen, in denen seine vielfältigen Lebenserfahrungen verarbeitet sind. Personen und Milieus sind aus eigener Anschauung heraus realistisch gestaltet. Die deutschen Naturalisten betrachteten ihn als Vorbild. Theodor Fontane lobte 1885 in einer Rezension Heimanns Apotheker Heinrich als „vorzügliches Buch, das in einem wichtigen und für mich ausschlaggebenden Punkte, dem Zauber des Natürlichen, den englischen Romanen nicht nur gleichkommt, sondern sie (besonders Dickens) nach dieser einen Seite hin vielleicht übertrifft. In der zweiten Hälfte um ein geringes besser, konzentrierter und frischer, und wir hätten in diesem 'Apotheker Heinrich' einen deutschen Musterroman gehabt.“

## Werke
Eine Übersicht mit allen verfügbaren Digitalisaten von Büchern von Heiberg findet sich unter Wikisource
- Plaudereien mit der Herzogin von Seeland. Grädener, Hamburg 1881 (Später unter dem Titel Aus den Papieren der Herzogin von Seeland).
- Ernsthafte Geschichten. Friedrich, Leipzig 1883.
- Apotheker Heinrich. Leipzig [ca. 1885], 17. Aufl.. 
  - Apotheker Heinrich. Vollständige Ausgabe. Verlag Weichert, Berlin 1928.
- Todsünden. Roman. Verlag des Vereins der Bücherfreunde, Berlin 1891.
- Grevinde. Roman. Berlin o. J. [1898].
- Höchste Liebe schweigt. Hillger, Berlin 1898. Digitalisat
- Charaktere und Schicksale. Roman. Verlag A. Schall, Berlin 1901, 351 S. (Verein der Bücherfreunde, Jg. 11).
- Reiche Leute von einst. Roman. G. Grote, Berlin 1901, 258 S. (Grote´sche Sammlung von Werken zeitgenössischer Schriftsteller, Nr. 72).
- Schuldlos belastet. Roman (2 Teile in 1 Bd.). Otto Janke, Berlin 1901.
- Der Landvogt von Pelworm. Der Chronik nacherzählt. Reclam, Leipzig 1902, 103 S. (Reclams Universal - Bibliothek Nr. 4273).
- Heimat. Roman (2 Teile in 1 Bd.). Otto Janke, Berlin 1902.
- Hinterm Lebensvorhang. Skizze. In vereinf. deutscher Stenogr. (System Stolze - Schrey). Verlag F. Schulze, Berlin 1902, 16 S. (Schulzes Zehnpfennigbücher Nr. 24)
- Im Hafenwinkel. Roman (2 Teile in 1 Bd.). Verlag Otto Janke, Berlin 1904, 176, 199 S.
- Peter Brede. Zwei Erzählungen. Vorrede Alfred Biese. Verlag des Volksbildungsvereins, Wiesbaden 1906, 60 S. (Wiesbadener Volksbücher Nr. 43).
- Fluch der Schönheit. Roman. Buchverlag fürs Deutsche Haus, Berlin – Leipzig 1908, 304 S. (Die Bücher des Deutschen Hauses, Reihe 2, Bd. 43).
- Streifzüge ins Leben. 1. Band (Teil 1). Buchschmuck John Höxter. Verlag Harmonie, Berlin 1909.
- Zwischen drei Feuern. Roman. Hillger, Berlin & Leipzig 1909, 191 S. (Kürschners Bücherschatz, Nr. 671/672).
- Knabenstreiche. Drei Erzählungen (mit Joachim Nettelbeck: Jugendjahre und Friedrich Sundermann: Der Wolf). Umschlagzeichnung von Paul Haase. Hillger, Berlin 1910, 32 S. (Deutsche Jugendbücherei Nr. 34).
- Schuldlos belastet. Roman. Hillger, Berlin 1910, 207 S. (Kürschners Bücherschatz, Nr. 738/739).
- Leiden einer Frau. Roman. Verlag Schottlaender, Berlin 1910, 264 S.
- Emmy Genze. Vier Novellen (Hermann Heiberg: Emmy Genze, sowie Kirchenraub, Der Fächermaler von Nagasaki und Eduard Kulke: Der Kunstenmacher). Globus-Verlag, Berlin 1910 (Neuer deutscher Novellenschatz, Nr. 21).
- Ulrike Behrens. Erzählung. 3.–7. Tsd. Verlag Seemann, Berlin & Leipzig 1910, 128 S. (Siesta. Bibliothek beliebter zeitgenössischer Erzähler; Nr. 14.)

Gesammelte Werke
- Schriften (12 Bände) Friedrich, Leipzig 1885–1888.
- Gesammelte Werke (18 Bände) Friedrich, Leipzig 1895–1896.